# Ovruč
Ovruč (in ucraino Овруч?, Ovruč; in polacco Owrucz), menzionata per la prima volta in documenti storici nel 977 con il nome di Vručij, è una città ucraina situata nel distretto di Korosten', nell'oblast' di Žytomyr, in Ucraina. Con una popolazione di 15 250 abitanti, ospita l'amministrazione della comunità territoriale di Ovruč, una delle comunità territoriali ucraine.
Fino al 18 luglio 2020 Ovruč era il centro amministrativo del distretto di Ovruč, Come parte della riforma amministrativa che ha ridotto a quattro il numero dei distretti dell'oblast' di Žytomyr l'area del distretto di Ovruč venne fusa nel distretto di Korosten'.

## Geografia
Ovruč è situata nella regione storica della Polesia, a 132 km a nord di Žytomyr a 42 km a sud della frontiera bielorussa.

## Storia

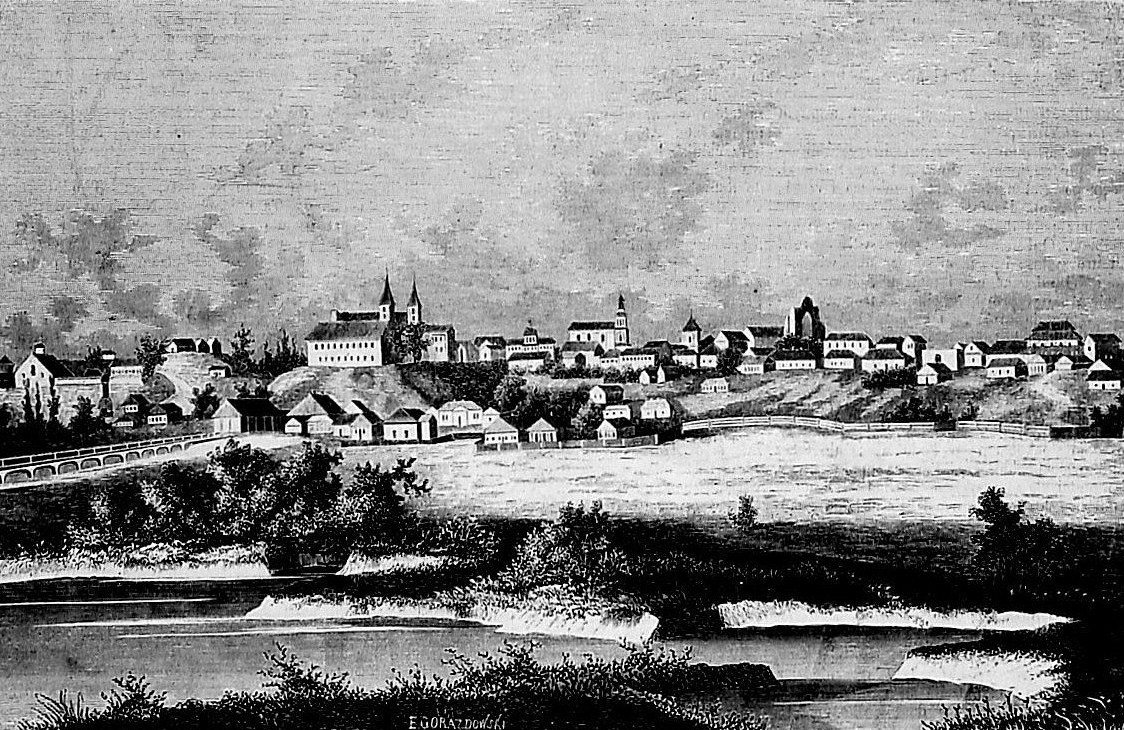
Veduta di Ovruč del 1864.

Ovruč viene menzionata per la prima volta nel 977 con il nome di Vručij. Dopoché Olga di Kiev aveva fatto saccheggiare Korosten', la località divenne la nuova capitale della tribù slava dei Drevljani. Nel 1483, i Tatari di Crimea distrussero l'insediamento. In seguito all'Unione di Lublino del 1569, fu inclusa nel voivodato di Volinia della Confederazione Polacco-Lituana. Nel 1641 ottenne il diritto di Magdeburgo. In seguito alla seconda spartizione della Polonia del 1793 fu annessa all'Impero russo.
Nel 1897 si contavano a Ovruč 3.445 ebrei, pari al 47% della popolazione totale. Nel 1905 la popolazione ebraica locale fu vittima di un pogrom. All'inizio del 1900 la città aveva una scuola di Talmud Torah e una scuola professionale privata per giovani. Ovruch aveva un movimento sionista locale, incluso un gruppo Poalei Zion che era attivo in città. Il 17 dicembre 1917 gli ebrei di Ovruč subirono un secondo pogrom perpetuato, a quanto pare, dai soldati dell'Armata Bianca. Più di 60 negozi di proprietà di ebrei furono saccheggiati. A Ovruch esisteva da tempo un'unità di autodifesa ebraica. Durante la guerra civile russa a Ovruč ebbero luogo frequenti pogrom e saccheggi di proprietà ebraiche. Il pogrom più violento fu compiuto dalle truppe nazionaliste ucraine di Symon Petljura tra la fine del 1918 e l'inizio del 1919; 80 ebrei furono uccisi e 1.200 case furono saccheggiate. Successivamente, un altro pogrom fu compiuto dalle truppe di Petljura e uno da quelle di Denikin. 

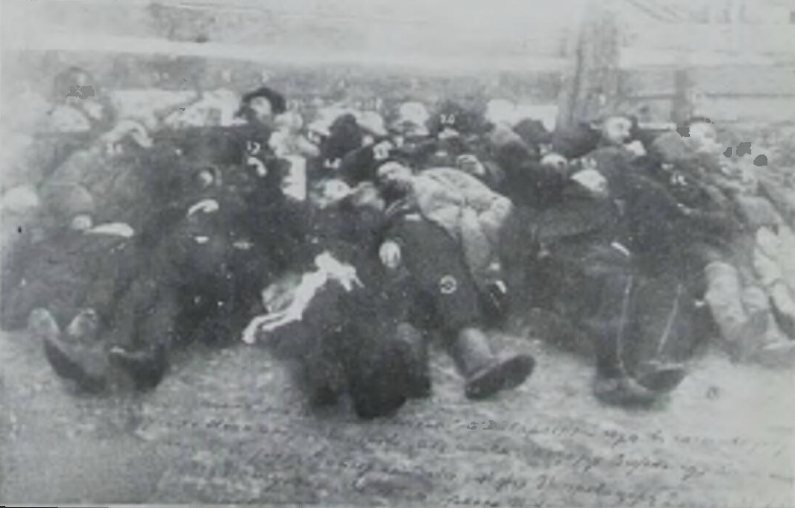
Alcune delle vittime del pogrom di Ovruč del 1919.

Alla vigilia della seconda guerra mondiale la popolazione ebraica di Ovruč ammontava a 3.862 persone, pari al 33% della popolazione totale.
Quando la città fu occupata dalle truppe tedesche il 22 agosto 1941, alcuni ebrei riuscirono a fuggire verso oriente. Secondo alcune fonti, a partire dal 23 settembre 1941 gli ebrei rimasti in paese - per lo più anziani, donne e bambini - furono rinchiusi in un ghetto circondato da filo spinato e presidiato dalla polizia locale. Gli ebrei di Ovruč e dei distretti vicini, come Narodiči e Slovečno, furono fucilati nell'agosto-settembre 1941. Anche gli ebrei di Jels'k furono portati in città per essere fucilati, apparentemente più tardi nel 1941 e nel 1942.
Ovruč fu liberata dall'unità partigiana di Aleksandr Saburov il 17 novembre 1943. Nel corso di quest'operazione morì il capitano Ján Nálepka, l'unico slovacco ad essere decorato durante la Seconda guerra mondiale con il titolo di eroe dell'Unione Sovietica.
Dal 1986 la cittadina subisce le conseguenze del disastro di Černobyl'.